# Неделя без отходов

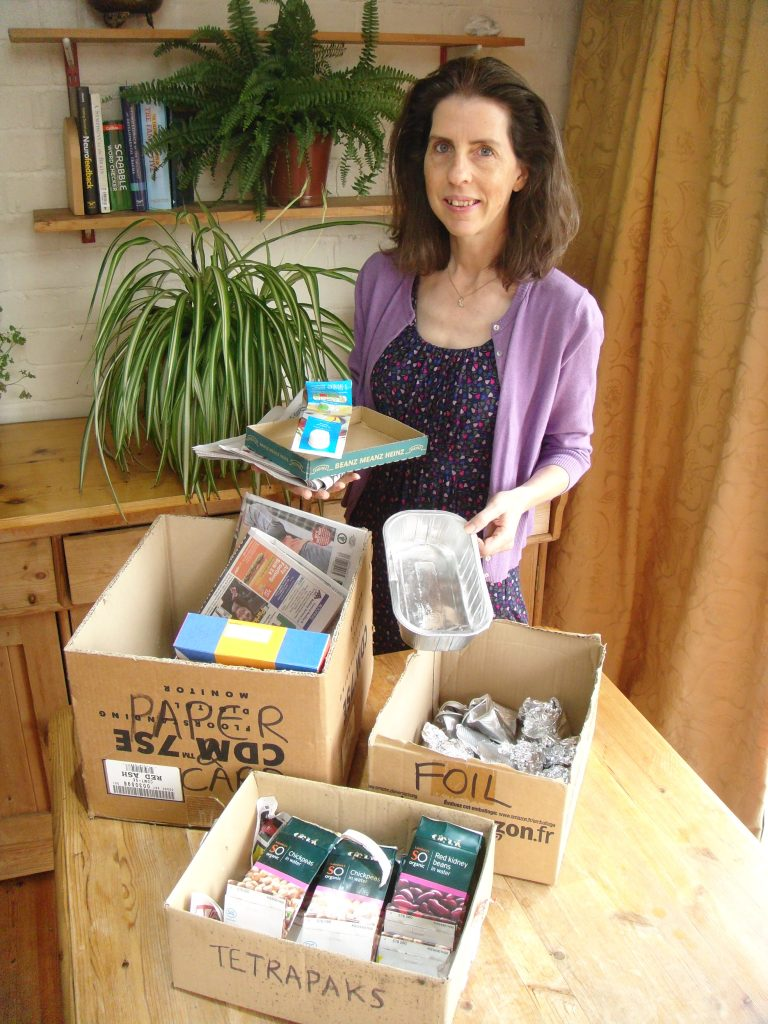
Рашель Штраус с коробкой, в которой содержатся типичные предметы, которые можно переработать, включая бумагу, картон, коробки и алюминий.

Неделя без отходов —  экологическая кампания по сокращению отходов на свалках, которая проводится ежегодно в течение первой полной недели сентября. Это некоммерческая массовая кампания, направленная на демонстрацию средств и методов сокращения отходов, усиление поддержки экологического сообщества  и повышение осведомленности о растущей проблеме отходов и загрязнении окружающей среды.

## Цели
Целью Недели без отходов является сокращение отходов на свалках, увеличение объема вторичной переработки и поощрение людей к участию в экономике замкнутого цикла. Кампания "Неделя без отходов" проходит преимущественно в социальных сетях и направлена на приверженцев идеи ответственного потребления: людей готовых сокращать свои бытовые или производственные отходы, повторно использовать или перерабатывать материалы.
Неделя без отходов активно поощряет людей сокращать использование синтетических материалов и пластиковой упаковки, а также пропагандирует повторное использование пластика и добросовестную переработку, чтобы уменьшить количество отходов, отправляемых на свалку или для сжигания.
Неделя без отходов использует пословицу «Нет такого места, как прочь», означающую, что когда мы что-то выбрасываем, оно отправляется куда-то еще, часто причиняя вред или токсичность экосистеме. Основная цель кампании — донести до людей, что мы все индивидуально и коллективно ответственны за то, что потребляем, и что короткое время полезности — это лишь малая часть общего жизненного цикла любого продукта.
Долгосрочные цели Недели без отходов состоят в том, чтобы создать долгосрочные изменения в привычках людей, в том числе создать больший спрос на устойчивые продукты, лоббировать производителей и лиц, принимающих решения в правительстве, а также донести до подрастающего поколения необходимость осознанного потребления.

## События

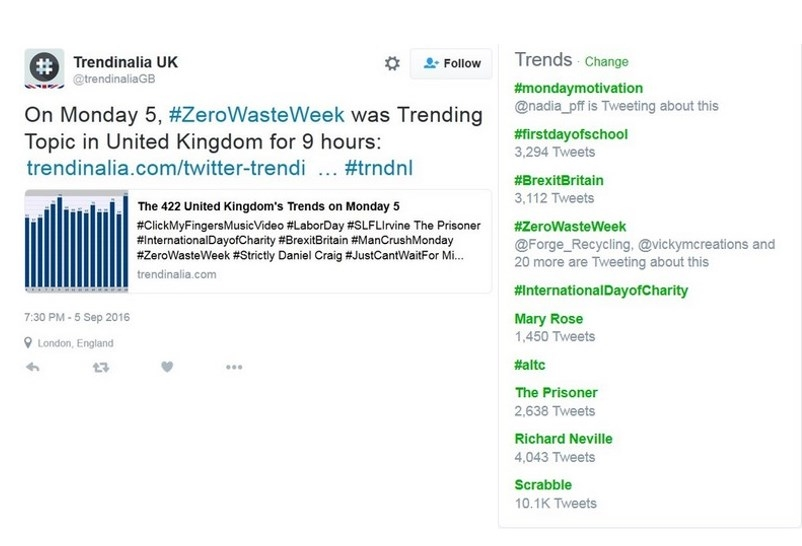
Снимок экрана из Твиттера от 5 сентября 2016 г., показывающий, что #ZeroWasteWeek в течение девяти часов был в тренде в Великобритании.

Онлайн-кампания проводится во время Недели без отходов, а мероприятия, организованные различными группами, проходят в Лондоне, Шотландии, Нью-Йорке, Гонконге и других странах. Ежегодно проводятся местные и национальные мероприятия, на которых участники и сообщества прилагают совместные усилия, чтобы продемонстрировать, что бытовые и промышленные отходы могут быть устранены или сокращены.

## Проблемы
Во время Недели без отходов перед людьми стоят разные задачи, например, ремонт одежды или шитьё для борьбы с одноразовой модой, или сокращение еженедельных отходов, чтобы они поместились в банку из-под варенья.

## История
Неделя без отходов была основана Рашель Штраус в 2008 году и начиналась как национальная кампания в Соединённом Королевстве. Термин «Неделя без отходов» теперь используется многими организациями, группами и отдельными лицами, не связанными с первоначальной кампанией.
Штраус впервые заинтересовалась безотходными технологиями после того, как пострадала от наводнения в Боскасле в 2004 году,  погодного явления, которое она увидела в результате антропогенного изменения климата.
В сентябре 2008 года Штраус запустила первую Неделю нулевых отходов с помощью интернет-кампании из своего блога, чтобы убедить людей сокращать, повторно использовать и перерабатывать отходы.
В сентябре 2013 года был создан новый веб-сайт для Недели без отходов, и к 2017 году в нем приняли участие люди из семидесяти трёх стран.
В 2018 году Неделя без отходов достигла своего десятилетнего рубежа. Многие страны проводят свою собственную кампанию «Неделя без отходов» в координации с первоначальной неделей без отходов или независимо друг от друга.

## Награды и признание
В 2015 году парламент Великобритании принял раннее предложение о праздновании Недели без отходов. Основатель Rachelle Strauss получила награду Points Of Light от правительства Великобритании в сентябре 2018 года за свою работу над Неделю без отходов.

## Общество и культура
Неделя без отходов была описана в серии документальных фильмов National Geographic Naked Science: 'Surviving Nature's Fury' 2005  и в фильме Trashed.

## Другие кампании Недели без отходов
Термин «Неделя без отходов» был постепенно принят другими кампаниями и организациями для проведения недели мероприятий и мероприятий, часто с акцентом на конкретные текущие проблемы устойчивого развития.

### Национальные морские заповедники
«Студенты за Неделю без отходов» — это недельная кампания, проводимая школами по сокращению отходов в школьных кампусах и в местных сообществах и начавшаяся в 2015/2016 году.

### Гарвардский университет
Во время Недели Земли 2014 года кафе Gutman при Гарвардском университете провело неделю нулевых отходов, в течение которой оно пыталось убрать как можно больше мусора со свалки.

### Уборка в Гонконге
Hong Kong Cleanup, недельная кампания по информированию общественности и мероприятиям на местах.

### Эхолот острова
Христианская школа Orcas в Истсаунде, штат Вашингтон, провела Неделю нулевых отходов в течение первой недели апреля 2018 года , уделив особое внимание устойчивости и повторному использованию.

### Университет Эмори
Неделя нулевых отходов OSI/RHA Университета Эмори повышает осведомленность и поддерживает устойчивые методы в кампусе. Учащиеся, заинтересованные в сокращении количества отходов, зарегистрировавшиеся для участия, получили по электронной почте напоминания и советы о том, как жить без отходов.